# Dany Doriz
Dany Doriz (* 6. September 1941 in Boissy-Saint-Léger) ist ein französischer Musiker des Mainstream Jazz (Vibraphon, auch Saxophon und Piano).

## Werdegang
Doriz erhielt zunächst klassischen Klavierunterricht und verlegte sich dann aufs Saxophon. Mit 16 Jahren lernte er das Vibraphon kennen, auf das er sich in der Folge konzentrierte. Schon 1960 leitete er neben seinem Quintett eine Bigband; es kam zu ersten Aufnahmen. Ermutigt durch Stéphane Grappelli und Memphis Slim ging er europaweit auf Tournee.
Seitdem er 1970 Eigentümer und musikalischer Leiter des Pariser Jazzkellers Caveau de la Huchette wurde, trat er dort mit Musikern wie Wild Bill Davis, Ray Bryant, Cat Anderson, Milt Buckner, Hal Singer, Illinois Jacquet, Al Grey, Harry Sweets Edison, Benny Bailey, Arnett Cobb, Clark Terry, Red Holloway, Buster Cooper, Butch Miles oder Eddie Jones auf. 1975 spielte Doriz während der Europatournee in der Band von Lionel Hampton (anschließend entstand ein Album für Barclay Records).
Mit dem Flashback Quartet konzertierte er 1981 auf dem North Sea Jazz Festival. Mit seiner Bigband war er 1984 auf den Bratislava Jazz Days zu erleben. Er nahm auch mit Bill Coleman, Marcel Azzola, Patrick Saussois und Patricia Bonner auf.

## Diskographische Hinweise
- Son vibraphone et sa grande formation (Homère1969)
- Jazz pour la danse (Homère1969)
- Wild Bill Davis & Dany Doriz Live from the Caveau De La Huchette – Paris 1977 (Laserlight 1997, mit Stéphane Guérault, Dave Pochonet bzw. Maurice Martin bzw. Kenny Clarke)[2]
- Flashback Quartet + Dany Doriz Live at the North Sea Jazz Festival '81 (Polydor  1982, mit Bob Kaper, Marcel Hendricks, Henk Bosch van Drakestein, Huub Janssen)
- Dany Doriz & Bob Wilber Memories of You : Lionel and Benny (Black & Blue 1996)
- Scott Hamilton Plays with the Dany Doriz Caveau de la Huchette Orchestra (Fremeaux 2013, mit Ronald Baker, Didier Dorise, Philippe Duchemin, Marc Fosset)
- Dany Doris Big Band feat. Manu Dibango and Ronald Baker (Frémeaux 2014)